# Śmiłowice (Mikołów)
Śmiłowice (niem. Smilowitz) – część miasta Mikołów i sołectwo (jednostka pomocnicza gminy miasto Mikołów), przy drodze krajowej nr 44.

## Historia
Pierwsze wzmianki o Śmiłowicach pochodzą z XIV wieku. W dokumencie sprzedaży dóbr pszczyńskich wystawionym przez Kazimierza II cieszyńskiego w języku czeskim we Frysztacie w dniu 21 lutego 1517 roku wieś została wymieniona jako Smilowicze.
Od roku 1922 należy do powiatu rudzkiego, po zniesieniu w/w w roku 1925 do powiatu pszczyńskiego. W latach 1945–54 siedziba gminy Śmiłowice (Mokre, Borowa Wieś i Paniowy oraz Stara Kuźnia - dziś Ruda Śląska). W roku 1972 zostały przyłączone do gminy Mokre a w roku 1975 do gminy miejskiej Mikołów.
W miejscowości znajdują się: placówka Ochotniczej Straży Pożarnej, kościół MB Częstochowskiej, przedszkole oraz cztery schrony bojowe, należące do Obszaru Warownego Śląsk.

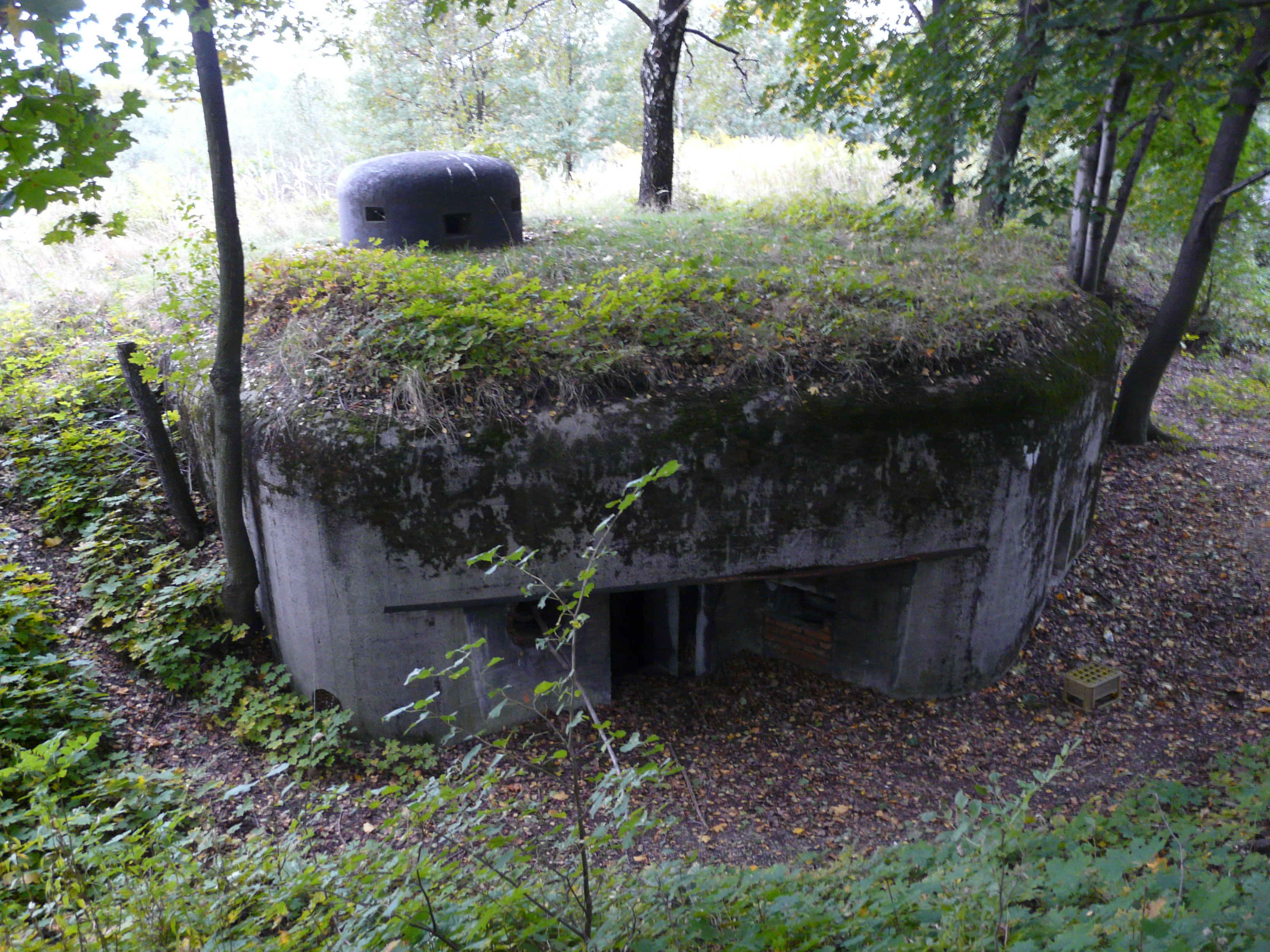
Schron bojowy pododcinka "Śmiłowice", schron nr 11 - południowy. Schron znajduje się nieco na południe od Śmiłowic. Dojazd do niego od ulicy Podgórnej.
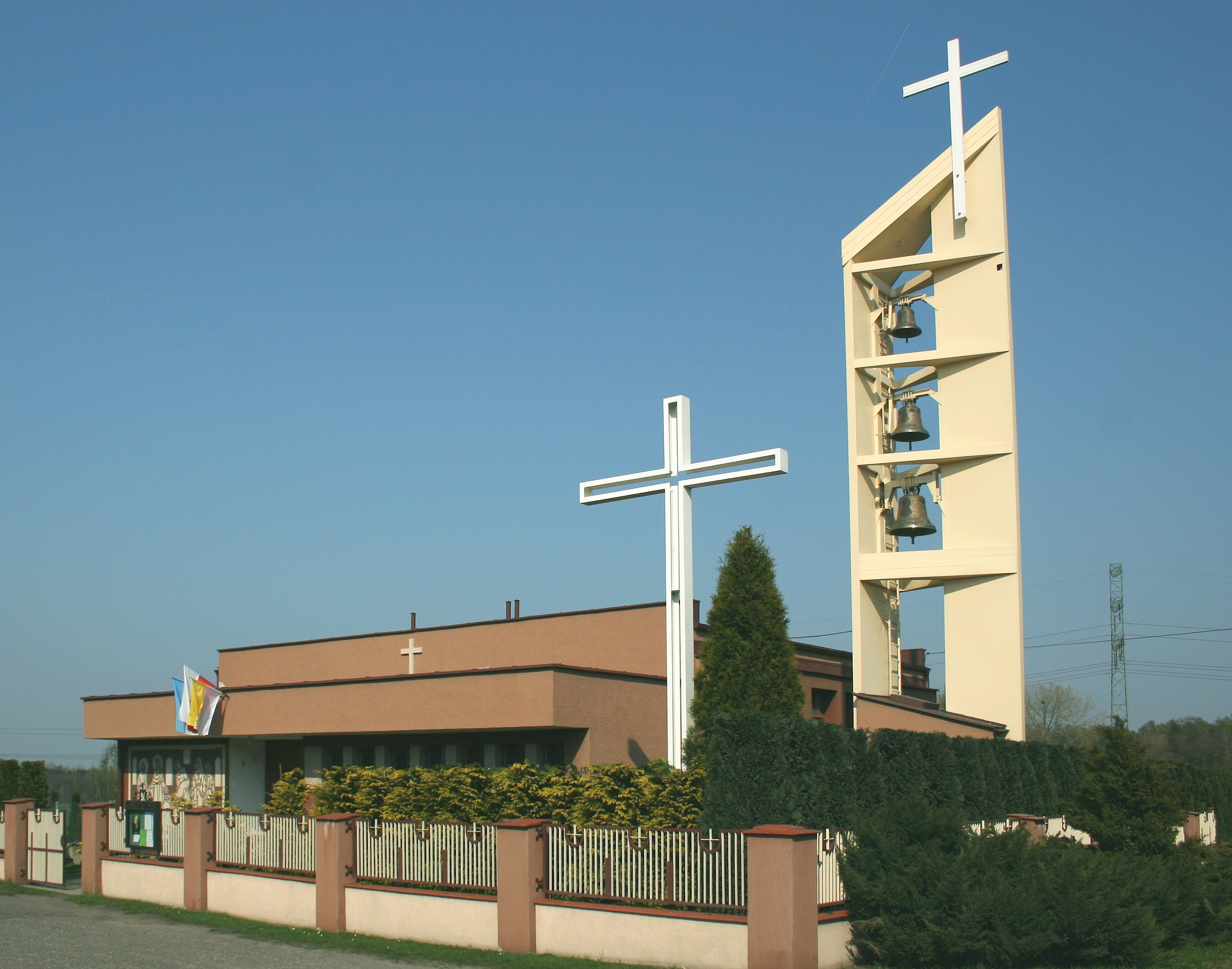
Kościół Matki Boskiej Częstochowskiej
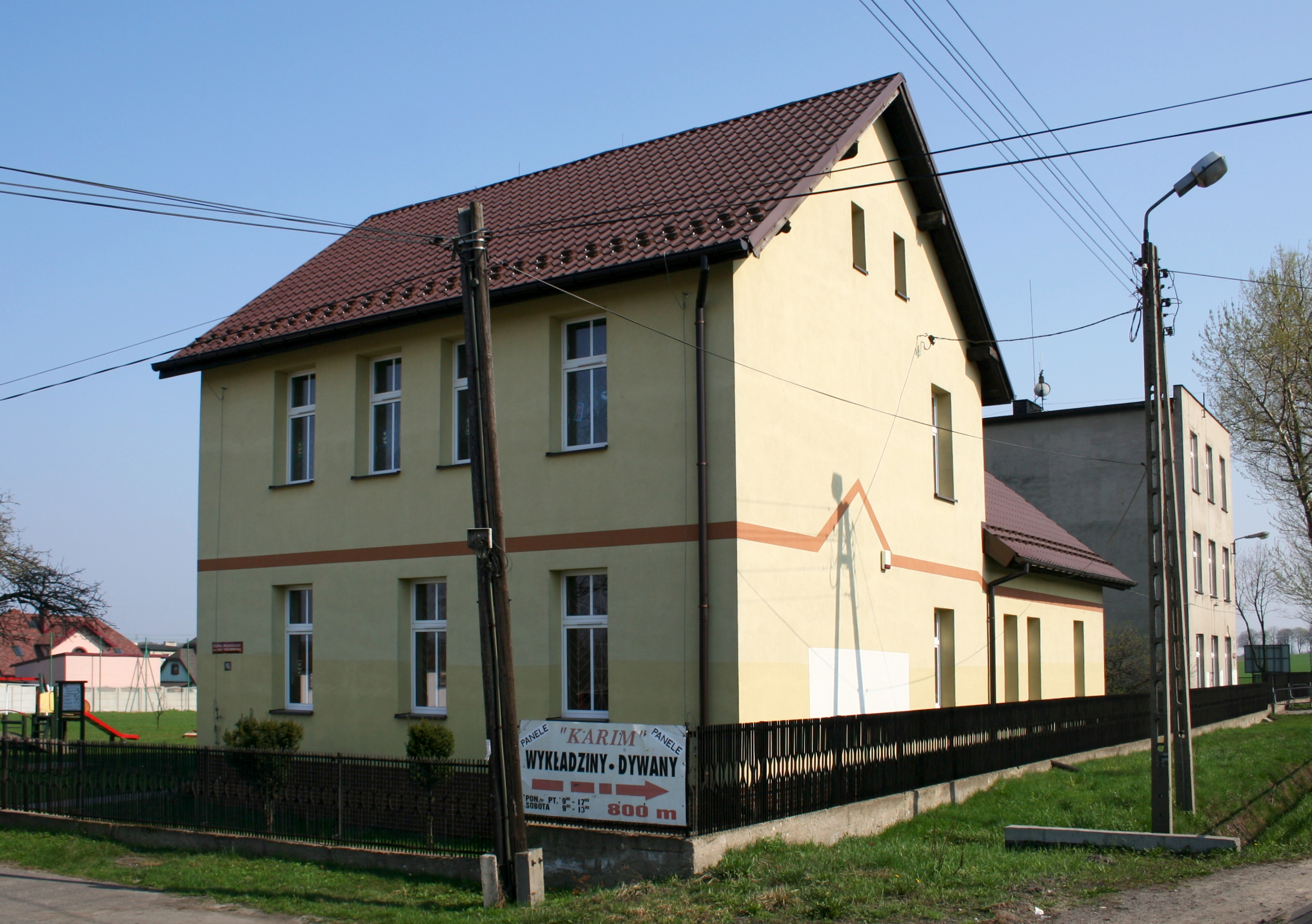
Szkoła i przedszkole
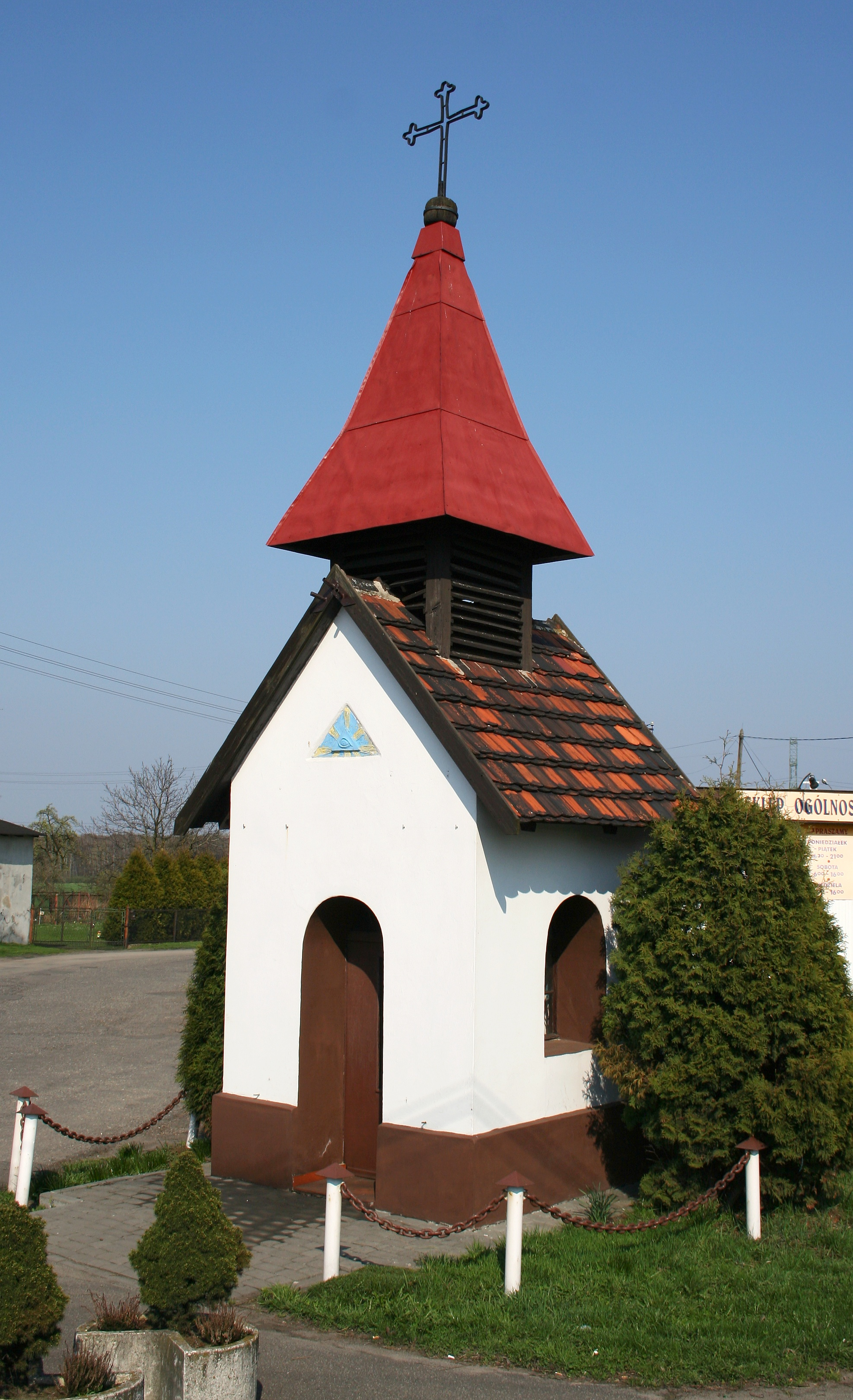
Kapliczka Trójcy św.